# Planina nad Horjulom
Planina nad Horjulom – wieś w Słowenii, w gminie Dobrova-Polhov Gradec. W 2018 roku liczyła 118 mieszkańców.